# Gustav Krátký
Plk. Gustav Krátký, vlastním jménem Gustav Krautstengl (4. září 1896 Královské Vinohrady – 7. června 1944 Sadhora, Černivci) byl československý legionář a důstojník 1. československého armádního sboru.

## Život

### Před první světovou válkou
Gustav Krautstengl se narodil 4. září 1896 na Královských Vinohradech u Prahy ve středostavovské rodině Gustava Krautstengla a Marie, rozené Thunserové. Vychodil obecnou a měšťanskou školu a studoval na vyšší státní reálné škole v Praze, kterou ukončil v roce 1914. Započal studium na Vysoké škole technické v Praze na stavebním oboru, ale dokončil pouze dva semestry.

### První světová válka
Dne 15. dubna 1915 nastoupil Gustav Krautstengl prezenční službu u c. a k. armády, sloužil v Praze a posléze v Grecenyi u Budapešti. Během léta téhož roku absolvoval školu pro důstojníky v záloze a v hodnosti kadeta čekatele byl v lednu 1916 odvelen na ruskou frontu. V červenci 1916 padl Brodů do zajetí. V lednu 1917 se přihlásil do československých legií, kam byl přijat v srpnu téhož roku. V Žitomiru absolvoval důstojnickou školu, velel četě a posléze půlrotě. Zúčastnil se bitvy u Bachmače. Jako velitel roty prošel Sibiřskou anabází a v roce 1920 se přes Vladivostok vrátil v hodnosti poručíka do Československa.

### Mezi světovými válkami
Po návratu do vlasti v září 1920 zůstal Gustav Krautstengl v armádní službě. Sloužil v Mostě, kariérně stoupal a dál se vzdělával. Již jako štábní kapitán byl 15. dubna 1931 přeložen na Vysokou školu válečnou v Praze na post pobočníka velitele kurzu pro velitele vojskových těles a oddílů. Oženil se, narodili se mu synové Gustav a Rudolf. Od poloviny října 1937 sloužil u 1. jezdecké brigády v Praze, od března 1938 jako pobočník velitele 1. motorizované brigády. Všeobecnou mobilizaci 1938 absolvoval u praporu útočné vozby v Lysé nad Labem, následně sloužil jako zástupce velitele praporu útočné vozby v Milovicích.

### Druhá světová válka
Po německé okupaci v březnu 1939 byl major Gustav Krautstengl v květnu téhož roku propuštěn z armády a začal pracovat jako administrativní tajemník na 2. průmyslové škole v Praze. Dne 1. května 1940 odešel do zahraničí a přes Slovensko a Maďarsko se dostal do Bělehradu, kde se 7. května přihlásil do služby československé armády v zahraničí. Přijal krycí jméno Gustav Krátký. Stal se velitelem transportu do Marseille a 2. června téhož roku byl prezentován u československé jednotky v Agde. Po porážce Francie se přesunul do Velké Británie, kde působil jako zatímní velitel praporu pěšího pluku a od září 1940 jako zástupce velitele baterie kanónů proti útočné vozbě, od ledna 1941 pak jejím velitelem. V prosinci téhož roku nastoupil jako výpomocný profesor v kurzu pro štábní důstojníky. V září 1943 odjel do Sovětského svazu, kde se stal velitelem tankového praporu. Mj. se zúčastnil bitvy o Kyjev, kdy se jeho prapor probojoval až do centra města, a osvobození Bílé Cerekve. Dosáhl hodnosti podplukovníka. Zahynul 7. června 1944 při autonehodě v Sadhoře v Černivci, kde byl rovněž pohřben. Jeho kenotaf se nachází na Vinohradském hřbitově.

## Literární činnost
V roce 1928 vydal Gustav Krautstengl publikaci Výtah z dějin pěšího pluku 9 "Karla Havlíčka Borovského"

## Ocenění

### Vyznamenání
- Řád sokola
- Československá revoluční medaile
- Válečný záslužný kříž (Itálie)
- Československý válečný kříž 1939
- Medaile za vítězství nad Německem ve Velké vlastenecké válce 1941–1945

### Posmrtná ocenění
- Gustav Krátký byl in memoriam povýšen do hodnosti plukovníka